# Tour de France 1928
Il Tour de France 1928, ventiduesima edizione della Grande Boucle, si svolse in ventidue tappe tra il 17 giugno e il 15 luglio 1928, per un percorso totale di 5 377 km. Fu vinto per la seconda volta dal lussemburghese Nicolas Frantz (al quarto ed ultimo podio al Tour, per lui anche due secondi posti nel 1924 e nel 1926, oltre alla vittoria del 1927), che terminò le proprie fatiche sulle roventi strade di Francia con il tempo di 192h48'58". Si trattò del terzo trionfo lussemburghese al Tour; il successivo sarebbe giunto ben trenta anni dopo, con quel Charly Gaul cui proprio Frantz farà da direttore sportivo.
Frantz indosso la maglia gialla dalla prima tappa all'ultima. Un dominio tale che la stampa francese non poté non chiamare il Tour col nuovo appellativo di "Tour de Frantz". Un'impresa del genere fino a quel momento era riuscita soltanto all'italiano Ottavio Bottecchia nell'edizione del 1924. 
Frantz precedette il francese André Leducq (al primo podio nella Grande Boucle) e il belga Maurice Dewaele.

## Tappe
| Tappa  | Data      | Percorso                       | km    | Vincitore di tappa | Leader cl. generale |
| ------ | --------- | ------------------------------ | ----- | ------------------ | ------------------- |
| 1ª     | 17 giugno | Parigi > Caen                  | 207   | Nicolas Frantz     | Nicolas Frantz      |
| 2ª     | 18 giugno | Caen > Cherbourg               | 140   | André Leducq       | Nicolas Frantz      |
| 3ª     | 19 giugno | Cherbourg > Dinan              | 199   | Gaston Rebry       | Nicolas Frantz      |
| 4ª     | 20 giugno | Dinan > Brest                  | 206   | Pé Verhaegen       | Nicolas Frantz      |
| 5ª     | 21 giugno | Brest > Vannes                 | 199   | Marcel Bidot       | Nicolas Frantz      |
| 6ª     | 22 giugno | Vannes > Les Sables-d'Olonne   | 204   | Nicolas Frantz     | Nicolas Frantz      |
| 7ª     | 23 giugno | Les Sables-d'Olonne > Bordeaux | 285   | Victor Fontan      | Nicolas Frantz      |
| 8ª     | 24 giugno | Bordeaux > Hendaye             | 225   | Maurice Dewaele    | Nicolas Frantz      |
|        | 25 giugno | giorno di riposo               |       |                    |                     |
| 9ª     | 26 giugno | Hendaye > Luchon               | 387   | Victor Fontan      | Nicolas Frantz      |
|        | 27 giugno | giorno di riposo               |       |                    |                     |
| 10ª    | 28 giugno | Luchon > Perpignano            | 323   | André Leducq       | Nicolas Frantz      |
|        | 29 giugno | giorno di riposo               |       |                    |                     |
| 11ª    | 30 giugno | Perpignano > Marsiglia         | 363   | André Leducq       | Nicolas Frantz      |
|        | 1º luglio | giorno di riposo               |       |                    |                     |
| 12ª    | 2 luglio  | Marsiglia > Nizza              | 330   | Nicolas Frantz     | Nicolas Frantz      |
|        | 3 luglio  | giorno di riposo               |       |                    |                     |
| 13ª    | 4 luglio  | Nizza > Grenoble               | 333   | Antonin Magne      | Nicolas Frantz      |
|        | 5 luglio  | giorno di riposo               |       |                    |                     |
| 14ª    | 6 luglio  | Grenoble > Évian               | 329   | Julien Moineau     | Nicolas Frantz      |
|        | 7 luglio  | giorno di riposo               |       |                    |                     |
| 15ª    | 8 luglio  | Évian > Pontarlier             | 213   | Pierre Magne       | Nicolas Frantz      |
| 16ª    | 9 luglio  | Pontarlier > Belfort           | 119   | André Leducq       | Nicolas Frantz      |
| 17ª    | 10 luglio | Belfort > Strasburgo           | 145   | Joseph Mauclair    | Nicolas Frantz      |
| 18ª    | 11 luglio | Strasburgo > Metz              | 165   | Nicolas Frantz     | Nicolas Frantz      |
| 19ª    | 12 luglio | Metz > Charleville             | 159   | Marcel Huot        | Nicolas Frantz      |
| 20ª    | 13 luglio | Charleville > Malo-les-Bains   | 271   | Maurice Dewaele    | Nicolas Frantz      |
| 21ª    | 14 luglio | Malo-les-Bains > Dieppe        | 234   | Antonin Magne      | Nicolas Frantz      |
| 22ª    | 15 luglio | Dieppe > Parigi                | 331   | Nicolas Frantz     | Nicolas Frantz      |
| Totale | Totale    | Totale                         | 5 377 |                    |                     |

## Resoconto degli eventi
Nicolas Frantz dominò per la seconda volta consecutiva la corsa, eguagliando il primato stabilito nel 1924 da Ottavio Bottecchia, indossando la maglia gialla dalla prima all'ultima tappa; ironicamente i giornali ribattezzano questa edizione "Le Tour de Frantz".
Frantz diventò il quinto corridore della storia ad imporsi in almeno due edizioni della corsa a tappe francese, dopo Lucien Petit-Breton, Philippe Thys (fino a quel momento unico ad imporsi tre volte), Firmin Lambot (unico fino a quel momento a non aver vinto edizioni del Tour consecutivamente) e Ottavio Bottecchia. Il lussemburghese, in sei partecipazioni totali al Tour de France, lasciò sempre il segno, facendo sempre parte dei primi cinque classificati: infatti, oltre ai già citati quattro podi, fu quarto nel 1925 e quinto nel 1929.
Al Tour de France 1928 parteciparono 162 corridori, divisi in diciassette squadre più i cicloturisti, dei quali 41 giunsero a Parigi. Nicolas Frantz fu anche il corridore che vinse il maggior numero di tappe in questa edizione del Tour, cinque su un totale di ventidue frazioni.

## Classifiche finali

### Classifica generale - Maglia gialla
| Pos. | Corridore        | Squadra       | Tempo      |
| ---- | ---------------- | ------------- | ---------- |
| 1    | Nicolas Frantz   | Alcyon-Dunlop | 192h48'58" |
| 2    | André Leducq     | Alcyon-Dunlop | a 50'07"   |
| 3    | Maurice Dewaele  | Alcyon-Dunlop | a 56'16"   |
| 4    | Jan Mertens      | Thomann       | a 1h19'18" |
| 5    | Julien Vervaecke | Armor-Dunlop  | a 1h52'32" |
| 6    | Antonin Magne    | Alleluia      | a 2h14'02" |
| 7    | Victor Fontan    | Elvish-Wolber | a 5h07'47" |
| 8    | Marcel Bidot     | Alleluia      | a 5h18'28" |
| 9    | Marcel Huot      | Alleluia      | a 5h37'33" |
| 10   | Pierre Magne     | Alleluia      | a 5h41'20" |